# Джеймс Пол Маккартни (фильм)
Джеймс Пол Маккартни (англ. James Paul McCartney) — телепрограмма, созданная в 1973 британский телекомпанией ATV; основными участниками программы были музыкант Пол Маккартни и рок-группа Wings, с которой он тогда выступал. Телепрограмма первый раз вышла в эфир 16 апреля 1973 в США по телесети ABC; 10 мая 1973 демонстрировалась в Великобритании по телесети ITV; впервые в истории и американского, и британского телевидения музыкальный фильм звёзды рок-н-ролла показывался в прайм-тайм по общенациональному телеканалу. До настоящего времени (2012) телепрограмма никогда официально не выпускалась в продажу как видеофильм ни в каком из форматов для домашнего видеопросмотра.

## О телепрограмме
Телепрограмма была разбита на 11 сегментов, в каждом из которых было исполнение каких-либо песен Маккартни разных лет — как из периода его участия в группе The Beatles, так и из его последующей сольной карьеры.
Часть 1

Программа открывается «живым» выступлением (англ. live performance) в телестудии группы Wings — но не перед публикой, а перед стеной из цветных телемониторов, передающих прямую трансляцию их выступления.

Песни: «Big Barn Bed»
Часть 2

Акустическое попурри из нескольких песен, исполняемых Полом Маккартни; его жена Линда в качестве фотографа в то же время фотографирует играющего и поющего мужа, имитируя фотосессию.

Песни: «Blackbird», «Bluebird», «Michelle», «Heart of the Country»
Часть 3

Короткий видеоклип, снятый заранее за пределами телестудии, с исполнением версии Маккартни песни «Mary Had a Little Lamb».

Песни: «Mary Had a Little Lamb»
Часть 4

Выступление группы Wings в сопровождении оркестра в телестудии перед сидящей в студии публикой.

Песни: «Little Woman Love», «C Moon», «My Love»
Часть 5

Еще один заранее снятый видеоклип, с исполнением «связки» песен «Uncle Albert/Admiral Halsey» — однако вторая часть клипа, «Admiral Halsey», не была включена в финальную версию телепередачи.

Песни: «Uncle Albert/Admiral Halsey»
Часть 6

Небольшое вступление (голосом Маккартни), предваряющее следующий сегмент телепрограммы, снятый в пабе Clelsea Reach на окраине Ливерпуля, где участники группы Wings и члены семьи Маккартни распевают традиционные для пабов песни.

Песни: «April Showers», «Pack Up Your Troubles in Your Old Kit-Bag», «You Are My Sunshine»
Часть 7

Музыкальный номер в стиле музыкально-хореографических киноэпизодов в постановке хореографа Басби Беркли, исполняемый танцорами в полумужких-полуженских костюмах.

Песни: «Gotta Sing, Gotta Dance»
Часть 8

Сегмент с музыкальным видео, где Пол представляет песню «Live and Let Die», заглавную песню для нового фильма о Джеймсе Бонде Живи и дай умереть, выпущенного в 1973.

Песни: «Live and Let Die»
Часть 9

Попурри из песен «Битлз»: заранее снятый на улицах сюжет, где прохожие фальшиво (для добавочного комедийного эффекта) поют разные песни The Beatles.

Песни: «When I’m Sixty-Four», «A Hard Day’s Night», «Can't Buy Me Love», «She Loves You», «Ob-La-Di, Ob-La-Da», «Yesterday», «Yellow Submarine»
Часть 10

Еще одно выступление Wings в телестудии «вживую».

Песни: «The Mess», «Maybe I'm Amazed», «Long Tall Sally» (последняя песня показывалась только в США; в Великобритании и последующих показах в Европе была заменена на песню «Hi, Hi, Hi»)
Часть 11

Акустическое («вживую») исполнение Полом песни «Yesterday». Во время песни идут завершающие титры телепрограммы.

Песни: «Yesterday».

## Отзывы критиков
Отзывы критиков на телепрограмму были весьма отрицательными. Обозреватель журнала Melody Maker писал: «У Маккартни глаза и уши всегда были очень настроены на романтизм, и ничего плохого в этом нет, но здесь он слишком часто позволяет этому романтизму выйти из-под контроля — и это выглядит глупо.»